# Новине
Новине су штампани медији који редовно излазе, најчешће дневно или недељно, и објављују разне вести из друштвеног, политичког, културног и спортског живота, извештавају о важним догађајима, доносе приче, романе у наставцима и стрипове, објављују огласе, рекламе итд. Углавном садрже вести, информације и огласе и обично се штампају на релативно јефтином папиру. Новинари или журналисти су људи чији је посао писање за новине. Делатност писања и издавања новина назива се новинарство или журналистика (фр. journalisme, од фр. journal – журнал = "новине").
Дневне новине су новине које излазе свакодневно. Зову их и дневници (једн. дневник). Људе обавештавају о битним догађајима јучерашњег дана. Постоје недељне новине (недељник), полумесечне новине (полумесечник), месечне новине (месечник) и годишње новине (годишњак). Неке од врста новина по тематици су журнали и часописи. Преувеличана или лажна вест у новинама назива се новинска патка.
До 2007. било је 6.580 дневних новина у свету, а продавало се 395 милиона примерака дневно. Светска рецесија од 2008, у комбинацији са брзим растом ВЕБ-алтернатива, изазвала је озбиљни пад оглашавања и продаје новина. Светски годишњи приход је приближио 100 милијарди долара у периоду 2005-7, а потом је пао током светске финансијске кризе 2008-9. Приходи у 2016. години пали су на само 53 милијарде долара, што је стварало проблеме свим већим издавачима, јер су њихови напори да добију онлајн приходе знатно подбацили.
На издавању, уређивању и писању тих публикација ради велики број људи, разних занимања и опредељења, новинара, политичара, просветних радника, научника, свештеника, официра, студената, ђака.

## Историјат
Новине су најстарији начин ширења вести, а у данашњем облику су настале пре око три стотине година.
Прве новине су вероватно настале тамо где и прво писмо, у Месопотамији и Египту. У Риму Цезарове "зидне новине" писали су {actuarii}-. Објављивали су само вести из Сената, па су их звали Acta Seanatus. Ширењем садржаја добиле су назив Acta diurna (дневна акта, новине).
Diurnorum scriptori су претече новинара. У 13. веку су Енглеској, Немачкој и Италији изашле прве писане новине. Тематика тих новина су били ратови, витешки турнири, открића нових земаља и разне трговачке информације. Овакав начин преношења информација проширио се све до Амстердама, Венеције и Келна, где су до данас сачуване новине из 15. и 16. века.
Новине су свој данашњи облик добиле тек у 17. веку, с развојем трговине и писмености. Све до друге половине 20. века и појаве телевизије су представљали најважнији извор информација у свету, односно најважније средство за креирање јавног мњења.

### Историјат српских новина
Историја српске породичне штампе почиње с часописом "Славено-сербски магазин". Оснивач и уредник часописа је Захарије Орфелин, а штампан је у Венецији 1768. године. Иако је изашао само један број, овај часопис се може сматрати и почетком српске публицистике. У његовом предговору на тринаест страна Орфелин расправља о актуелним питањима културног живота код Срба и излаже одређене идеје и програме. Овај предговор историчари сматрају за веома значајан текст у којем су први пут на српском језику изнете рационалистичке и просветитељске доктрине европског 18. века.
Прве новине на српском језику, "Сербскија новини", појавиле су се такође изван територије данашње Србије, у Бечу 1791. године. Први српски дневник, такође штампан у Бечу, "Новине сербске", изашао је 1813, као и први српски алманах, "Забавник", 1816. године. Неколико значајних српских листова и часописа излазило је у првој половини 19. века у Пешти, а први је Летопис Матице српске, покренут 1825, који излази и данас као један од најстаријих књижевних часописа у Европи.
На територији данашње Републике Србије новине излазе од 1834. године, најпре у Крагујевцу, тадашњој престоници кнеза Милоша, одмах затим у Београду, а нешто касније у Новом Саду, Сремским Карловцима, Земуну, Сомбору, Вршцу, Панчеву, Приштини. У другој половини 19. века српски листови јављају се у Босни и Херцеговини (1866), Црној Гори (1871), Хрватској (1874) а крајем века и српски исељеници у северној Америци почињу да издају своје новине.
Уочи балканских ратова, 1911. године, излазила су укупно 252 српска листа и часописа од којих у Краљевини Србији 152, а само у Београду 105. Интересантно је да је у САД излазила чак 17, знатно више него у нашим суседним земљама.

## Оглашавање
Новине типично генеришу 70–80% свог прихода од оглашавања, а остатак од продаје и претплате. Део новина који се не бави оглашавањем назива се „уреднички садржај”, уредништво или едиториали, мада се задњи термин такође специфично користи за чланке у којима новине и њихови гостујући писци изражавају своја мишљења. (Ова разлика се међутим постепено развила – рани издавачи попут Жирардена (Француска) и Цанга (Аустрија) нису увек правили разлику између плаћених ставки и уређивачког садржаја.) Пословни модел у коме оглашавање субвенционише трошкове штампања и дистрибуције новина (и да се притом ствара профит) уместо да претплатници покривају целокупне трошкове, вероватно је први пут примењен 1833. године у новинама The Sun, дневним новинама које су објављиване у Њујорку. Уместо да наплаћују 6 центи по копији, што је била цена типичних њујоршких новина у то време, они су наплаћивали 1 цент, и зависили су од оглашавања за покривање разлике.
Новине у земљама са веома добрим приступом вебу су биле погођене опадањем интереса традиционалних оглашавача. Они су могли да се ослањају на робне куће и супермаркете у прошлости да закупљују рекламне странице новина, али је због консолидације индустрије потражња сада много мање. Додатно, новине сведоче плелаз традиционалних оглашавача на нове медијске платформе. Огласна категорија је знатним делом пренета на сајтове попут Крејгслисте, сајтове за запошљавање, и ауто сајтове. Национални оглашавачи прелазе на многе типове дигиталног садржаја укључујући вебсајтове, богате медијске платформе, и мобилне уређаје.
Задњих година су се појавили рекламни чланци. Они се обично сматрају супротношћу едиторијала, јер за њих треће стране плаћају провизију да би били укључени у новине. Рекламни чланци обично оглашавају нове производе и технике, као што је нови дизајн за голф опрему, нови вид ласерске хирургије, или лекови против гојазности. Њихов тон је обично ближи оном у саопштењима него објективним новинским чланцима. Такви чланци се обично јасно разликују од уређивачког садржаја, било по дизајну и изгледу странице или по натписима којима се декларише да је чланак реклама. Међутим, постоји све већа забринутост због губљења линије разграничавања између уређивачког и оглашивачког садржаја.

## Журнализам
Новине су иницијално започеле као журнали (записи о актуелним догађајима). Стога се професија која се бави израдом новина названа журнализам. У ери жутог новинарства 19. века, многе новине у Сједињеним Државама ослањале су се на сензационалне приче чија сврха је била да наљуте и узбуде јавност, пре него да информишу. Уздржани стил извештавања који се ослања на проверу чињеница и тачност је поново постао популаран у време Другог светског рата. Критика новинарства је варирала, а понекад је била жестока. Кредибилитет се доводио у питање због анонимних извора; грешака у чињеницама, правопису и граматици; стварне или спознајне пристрасности; и скандала услед плагијата и фабрикација.
У прошлости, новине су често биле у власништву такозваних барона штампе, и кориштене су за задобијање политичког гласа. Након 1920. године већина већих новина постала је део ланаца којима управљају велике медијске корпорације, као што су Ганет, Херст корпорација, Кокс ентерпрајс, Ландмарк медијско предузеће, Морис комуникације, Трибјун компанија, Холинџер интернатионал , Њуз корпорејшон, Свифт комуникације, итд. Новине су у модерном свету играле важну улогу у остваривању слободе изражавања. Лица која обавештавају о недозвољеним активностима, и она која „процурују” приче о корупцији у политичким круговима често својевољно информишу новине пре него друге комуникационе медијуме, ослањајући се на утисак да су уредници новина спремни да изложе тајне и лажи оних који би их радије притајили. Међутим, било је много околности у којима је политичка аутономија новина ограничена. Недавна истраживања је испитивала ефекте затварања новина на поновни избор људи на власти, одзив гласача, и трошкове кампања.
Мишљења других писаца и читалаца су изражена у новинским секцијама оп-ед („супротно уредничкој страници”) и писма уреднику. Неки од начина на које су новине покушавале да побољшају своју кредибилност су: именовање омбудсмана, развој етичке политике и обуке, примена строже политике исправљања, комуницирање својих процеса и рационала читаоцима, и тражење од извора да прегледају чланке након објављивања.

## Утицај телевизије и Интернета
До касних 1990-их, доступност вести путем телевизијских канала који емитују 24 сата дневно, као и доступности интернет новинарства су већ представљали стални изазов пословном моделу већине новина у развијеним земљама. Претплатничка циркулација је опала, док се приход од оглашавања — који сачињава највећи део зараде новина — премештао из штампе у нове медије (вебсајтове друштвених медија и веб странице вести), што је резултирало у општем смањењу прихода и профита штампаних новина. Многе новине широм света су покренуле онлајн издања током 2000-их, у покушају да прате или остану испред своје публике. Један од великих изазова је то што су бројни онлајн новински сајтови, као што су Гугл вести, бесплатни. Знатан део онлајн новинских сајтова је бесплатан, и ослања се на оглашавање; други сајтови имају „платни зид” и захтевају плаћену претплату за пун приступ. За разлику од тога, у неразвијеним земљама, јефтинија штампа и дистрибуција, повећана писменост, растућа средња класа и други фактори више су него компензовали за појаву електронских медија, те заступљеност новина и даље расте.
Дана 10. априла 1995, Амерички репортер су постале прве дневне новине базиране на Интернету, са својим сопственим плаћеним репортерима широм света и потпуно оригиналним садржајем. Главни и одговорни уредник и оснивач је Џо Шеј. Сајт је у власништву 400 новинара. Будућност новина у земљама са високим нивоом приступа Интернету је широко расправљана, јер се индустрија суочила са порастом цена новина, смањењем продаје реклама, губитком знатног дела огласног садржаја услед појаве Крејгслисте, Ибеја и других веб сајтова, и наглим падом циркулације. Током касних 1990-их бројне новине су биле пред затварањем, стечајем или озбиљним смањењем броја запослених - посебно у Сједињеним Државама, где је индустрија умањена за петину својих новинара из 2001. године. Приход је стрмоглаво опадао док је конкуренција интернетских медија притискала старије издаваче штампаних издања.
Дебата је постала још ургентнија током рецесије у периоду 2008-2009. године, која је довела до даљег снижења новинских профита, а једном експлозиван пораст новинских веб прихода је почео да стагнира, чиме је заустављено оно што се индустрија надала да ће постати важан извор прихода. Питање је да ли се новинска индустрија суочава са цикличним кораком (или падом), или је нова технологија учинила штампане новине застарелим, барем у њиховом традиционалном папирном формату. До 2017. године, све већи удео младих особа добија своје вести са сајтова друштвених медија као што је Фејсбук. Током 2010-их, многе традиционалне новине су почеле да нуде „дигитална издања”, која су доступна путем стоних рачунара, лаптопа, и мобилних уређаја, као што су таблични рачунари и паметни телефони. Онлајн новине могу да понуде нове огласне могућности новинским предузећима, као што је оглашавање путем интернета које омогућава много прецизније циљање огласа; са онлајн новинама се на пример могу различитим читаоцима, као што су беби-бумери и миленијали, послати различити огласи.

## Данашње новине
Најпознатије новине у Србији су:
- Блиц
- 24 сата
- Политика
- Курир
- Данас
- Вечерње новости
- Nova (новине)
- Дневник
- Информер
- Ало!
- Objektiv (новине)
- Srpski telegraf
- Спорт
- Спортски журнал